# The Building of the Trans-Iranian Railway
|  | Denne artikel er oprettet af botten PalnaBot ud fra en ekstern database. Den kan derfor have sproglige fejl eller mangler. Denne skabelon kan fjernes efter kontrol af indholdet. |

The Building of the Trans-Iranian Railway er en film instrueret af Ingolf Boisen, Tove Hebo, Axel Lerche, Theodor Christensen.

## Handling
En kort version af "Iran - det nye Persien" fra 1939. Filmen blev lavet i forbindelse med 50 års dagen for Pahlavi dynastiet. Filmen har fået tilført en ny lydefterbearbejdning, ny speak og delvist en nyklipning af det oprindelige råmateriale til filmen.